# Fonction virtuelle
En programmation orientée objet, une fonction virtuelle est une fonction définie dans une classe (méthode) qui est destinée à être redéfinie dans les classes qui en héritent. Dans la plupart des langages, soit toutes les méthodes sont automatiquement virtuelles (Java, Swift…), soit le mot clé virtual est utilisé pour indiquer que la méthode d'une classe est virtuelle (C++, Delphi, Free Pascal…).
Une fonction ne possédant qu'une déclaration, sans code implémenté, est dite abstraite ou virtuelle pure.
- En C++, la syntaxe spéciale = 0 est utilisée.
- En Java, le mot-clé abstract est utilisé.

Les méthodes virtuelles pures sont destinées à être définies dans les classes dérivées.

## exemple
Delphi
```
type

{ ----------------------------------- }

{  Classe TForme. }

{ ----------------------------------- }

TForme
 
=
 
class
 

public

    
function
 
aire
()
:
integer
;
 
virtual
;

end
;

{ ----------------------------------- }

{ Classe TTriangle dérivée de TForme. }

{ ----------------------------------- }

TTriangle
 
=
 
class
(
TForme
)

  
public

    
function
 
aire
()
:
integer
;
 
virtual
;

end
;

{ ----------------------------------- }

{ Classe TCercle dérivée de TForme.   }

{ ----------------------------------- }

TCercle
 
=
 
class
(
TForme
)

  
public

    
function
 
aire
()
:
integer
;
 
virtual
;

end
;

```

C++
```
//---------------------------------------------------------------------------

// Classe Forme.

//---------------------------------------------------------------------------

class
 
Forme

{

  
public
:

    
// La méthode est virtuelle pure.

    
virtual
 
unsigned
 
int
 
aire
()
 
=
 
0
;
 

};

//---------------------------------------------------------------------------

// Classe Triangle dérivée de Forme.

//---------------------------------------------------------------------------

class
 
Triangle
 
:
 
public
 
Forme
 

{

  
public
:

    
virtual
 
unsigned
 
int
 
aire
();

};

//---------------------------------------------------------------------------

// Classe Cercle dérivée de Forme.

//---------------------------------------------------------------------------

class
 
Cercle
 
:
 
public
 
Forme
 

{

  
public
:

    
virtual
 
unsigned
 
int
 
aire
();

};

```

Java
```
/**

 * Classe Forme.

 **/

public
 
abstract
 
class
 
Forme
 
{

    
/**

     * La méthode est virtuelle pure.

     **/

    
public
 
abstract
 
int
 
aire
();
 

};

/**

 * Classe Triangle dérivée de Forme.

 **/

public
 
class
 
Triangle
 
extends
 
Forme
 
{

    
/**

     * Implémentation de la méthode.

     **/

    
@Override

    
public
 
int
 
aire
()
 
{

        
return
 
...;
 
// calcul de l'aire à partir des champs définis

    
}

};

/**

 * Classe Cercle dérivée de Forme.

 **/

public
 
class
 
Cercle
 
extends
 
Forme
 
{

    
/**

     * Implémentation de la méthode.

     **/

    
@Override

    
public
 
int
 
aire
()
 
{

        
return
 
...;
 
// calcul de l'aire à partir des champs définis

    
}

};

```

La méthode aire() est redéfinie par chaque classe dérivée. En effet, la manière de calculer l'aire d'une forme dépend du type de celle-ci.
Il suffit qu'une classe possède une méthode virtuelle pure pour qu'elle soit dite abstraite.
On ne peut pas instancier une classe abstraite car cela n'aurait aucun sens. Par exemple : on peut instancier un objet « triangle » qui hérite de la classe de base abstraite « forme géométrique » mais on ne peut pas créer un objet « forme géométrique », trop général.

## Surcharge explicite
Certains langages imposent (Swift, C#, ..) ou conseillent (Java, C++ ...) de placer un mot-clé pour indiquer qu'une méthode redéfinit (override) la méthode parente virtuelle.
Cela documente le code (la méthode surcharge une méthode virtuelle parente) et permet au compilateur de vérifier que c'est bien le souhait de celui qui écrit la méthode.
Cela est particulièrement intéressant dans le cas d'utilisation d'une bibliothèque externe.
- Considérons une classe C d'une bibliothèque en version 1 qui définit une unique méthode m1.
- Un programme utilise cette bibliothèque et définit une classe D qui hérite de C et qui définit la méthode m2.

Jusque là, rien de particulier.
- La bibliothèque passe en version 2 et définit maintenant une méthode m2 (absolument identique en signature à celle de D).
- Considérons que la bibliothèque en version 2 est absolument compatible avec tous les appels faits avec la version 1.

Et pourtant, si le programme est recompilé avec la bibliothèque en version 2, il y a de grandes chances que ça ne fonctionne plus correctement.
Car la méthode m2 de D redéfinit la méthode m2 de C et il serait très étonnant qu'elle possède un code identique.
Si un mot-clé de surcharge est imposé, le programme ne compile plus car le compilateur découvre que la méthode m2 de D surcharge la méthode m2 de C sans le dire explicitement.
L'informaticien découvre donc l'erreur à la compilation et peut corriger son programme :
- soit ne pas utiliser la version 2,
- soit renommer la méthode m2 de D,
- soit rendre la méthode m2 compatible avec les desiderata de C.